# Бразговка, Ирина Владимировна
Ири́на Влади́мировна Бразговка (род. 12 ноября 1954 года, Минск) — советская и российская актриса театра и кино.

## Биография
Ирина Бразговка родилась 12 ноября 1954 года в Минске. Родители девочки отношения к искусству не имели: отец Владимир Бразговка состоял на государственной службе, мать Нина Гедимин работала преподавателем. Имеет польско-белорусское происхождение. Отсюда и польская фамилия, в оригинале звучащая как Бжозовска. В Беларуси её переделали на свой лад — Бразговка, что в переводе означает «капля росы, переливающаяся на солнце».

## Карьера
В кино снимается с семи лет (сосед И. Добролюбов пригласил её в свою дебютную короткометражку «Мост»). Окончила актёрский факультет ВГИКа (мастерская Сергея Бондарчука и Ирины Скобцевой). После этого 20 лет выступала в Ансамбле Дмитрия Покровского. Снялась более чем в 60 фильмах и сериалах.

## Фильмография
| Год       |   | Название                                         | Роль                                           |
| --------- | - | ------------------------------------------------ | ---------------------------------------------- |
| 1962      | ф | Мост                                             | девочка на велосипеде                          |
| 1966      | ф | Иду искать                                       | Валя                                           |
| 1968      | ф | Иван Макарович                                   | Зина                                           |
| 1972      | ф | Улица без конца                                  | Оля Русанова                                   |
| 1975      | ф | Волны Чёрного моря                               | Мотя в 18 лет                                  |
| 1976      | ф | По волчьему следу                                | Варвара                                        |
| 1978      | ф | Емельян Пугачёв                                  | подруга Устиньи                                |
| 1979      | ф | На таёжных ветрах                                | Лида                                           |
| 1981      | ф | Прощание                                         | девушка на покосе                              |
| 1982      | ф | Гонки по вертикали                               | Людмила Михайловна Рознина                     |
| 1983      | ф | Петля                                            | Люба                                           |
| 1984      | ф | Мёртвые души                                     | молодая купчиха                                |
| 1984      | ф | Предел возможного                                | Лена Голикова, дочь Натальи Михайловны         |
| 1985      | ф | Контракт века                                    | возлюбленная Фетисова                          |
| 1989      | ф | Нечистая сила                                    | Маша Никитина                                  |
| 1997      | ф | Война окончена. Забудьте...                      | Валентина Семеновна Федотова, мать Валеры      |
| 2000      | ф | Салон красоты                                    | Валерия                                        |
| 2004      | ф | Чемоданы Тульса Люпера: Моавитская история       | Катерина                                       |
| 2004      | ф | Богиня: как я полюбила                           | Потусторонний                                  |
| 2004      | с | Московская сага                                  | Клавдия                                        |
| 2004      | с | Замыслил я побег...                              | Тамара                                         |
| 2004      | с | Вызов                                            | Алла Евгеньевна Переверзева                    |
| 2006      | с | Доктор Живаго                                    | Анна Ивановна Громеко                          |
| 2006      | ф | Блюз опадающих листьев                           | читательница с вязанием                        |
| 2007      | ф | Мёртвые дочери                                   | Капельдинерша                                  |
| 2008      | с | Ералаш (выпуск № 218, сюжет «Клоун»)             | учительница географии                          |
| 2008      | с | Тяжёлый песок                                    | Эльфрида Ивановская                            |
| 2008      | ф | Никто, кроме нас…                                | мать Наташи                                    |
| 2008      | с | Я вернусь                                        | мать                                           |
| 2009      | ф | Я (фильм)                                        | мать                                           |
| 2010      | с | Доктор Тырса                                     | Галина Григорьевна                             |
| 2010      | ф | Москва, я люблю тебя! (новелла «Настоящая жизнь» | мать                                           |
| 2012      | с | Без срока давности (14 серия «Индийское кино»)   | Надежда Петровна Гордеева                      |
| 2012      | с | Кухня (39 серия)                                 | Джаил Копыш, элитарный кинорежиссёр из Румынии |
| 2012      | с | Мосгаз                                           | председатель профкома ткацкой фабрики          |
| 2012      | с | Петрович                                         | Галина Филиппова                               |
| 2013      | с | Пропавшие без вести                              | Полина                                         |
| 2014      | с | Куприн. Яма                                      | хозяйка квартиры                               |
| 2014—2015 | с | Склифосовский-4                                  | Лидия Петровна                                 |
| 2015      | с | Людмила Гурченко                                 | Елена Константиновна, мать Кости Купервейса    |
| 2018      | с | Анатомия убийства (фильм 4-й «Ужин на шестерых») | Регина Анатольевна Медовая                     |
| 2018      | с | Теория вероятности                               | Елена                                          |
| 2021      | с | Угрюм-река                                       | Домна Ивановна                                 |
| 2021      | с | Ключ от всех дверей                              | Вера                                           |

## Награды и номинации
- 1973 — специальный диплом жюри VI Всесоюзного кинофестиваля за исполнение роли в фильме «Улица без конца»
- 1999 — номинация на премию «Ника» за лучшую женскую роль («Война окончена. Забудьте…»)[4]

## Личная жизнь
Отец актрисы — заместитель министра коммунального хозяйства Республики Беларусь Владимир Андреевич Бразговка. Мать — педагог, преподаватель русского языка для иностранцев Нина Владимировна Гедемин.
Есть двое детей. Старшая дочь Дарья — дочь Андрея Кончаловского, работает на телеканале БУМ. Младшая дочь — Александра Бразговка, дизайнер.